# OpenStack
OpenStack是一个自由、开源的雲端運算平台。它主要作为基礎設施即服務（IaaS）部署在公用雲和私有雲中，提供虚拟服务器和其他资源给用户使用。该软件平台由相互关联的组件组成，控制着整个数据中心内不同的厂商的处理器、存储和网络资源的硬件池。用户可以通过基于网络的仪表盘、命令行工具或RESTful网络服务来管理。
OpenStack始于2010年，是Rackspace和美國太空總署的合作项目。截至2012年，它由2012年9月成立的非營利組織OpenStack基金会管理，旨在促进OpenStack软件及其社区。到2018年，已经有500多家公司加入了该项目。在2020年，该基金会宣布它将在2021年更名为Open Infrastructure Foundation（开放基础设施基金会）。

## 運用範圍

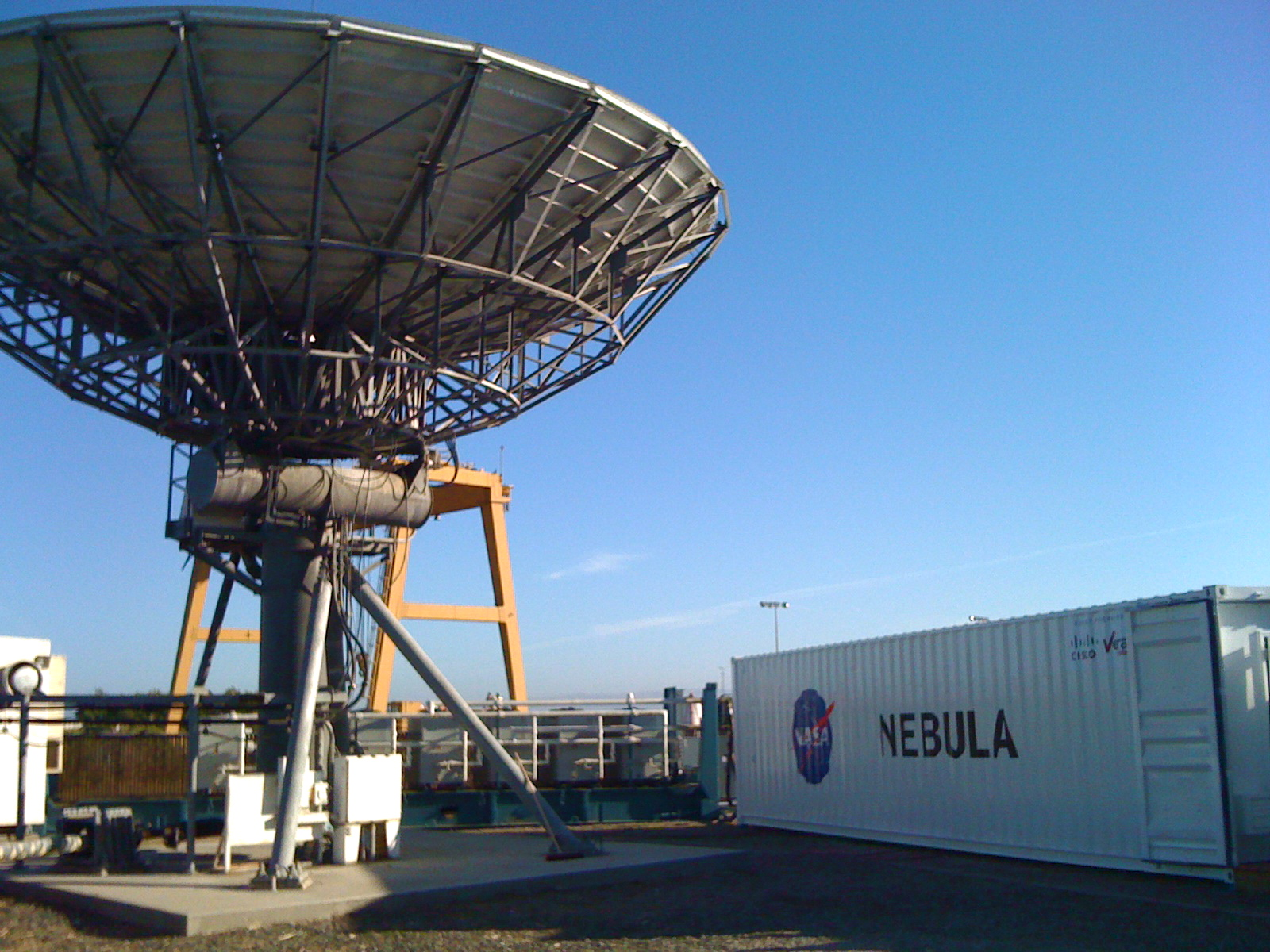
美國太空總署的Nebula (運算平台)。

OpenStack是基礎設施即服務（IaaS）軟件，讓任何人都可以自行建立和提供雲端運算服務。
此外，OpenStack也用作建立防火牆內的「私有雲」（Private Cloud），提供機構或企業內各部門共享資源。

## 技術資料
- 以Python程式語言編寫
- 整合Tornado網頁伺服器、Nebula運算平台（英语：Nebula (computing platform)）
- 使用Twisted軟體框架
- 遵循Open Virtualization Format、AMQP、SQLAlchemy等標準
- 虛擬機器軟件支援包括：KVM、Xen、VirtualBox、VMware、Hyper-V

## 專案
- Nova運算專案[17]
- Keystone - 提供身份驗證機制

- Glance虛擬機器磁碟映像檔（Virtual Machine Image）傳送服務[18] [19]
- Cinder - 提供Block資料存取
- Neutron - 提供網路管理功能
- Swift物件導向數據存貯專案[20]
- Horizon－ 提供簡易Web界面和管理控制台[21]
- Trove - 提供資料庫管理功能
- Sahara - 提供海量資料運算佈署功能
- Ceilometer - 提供計量與監控功能
- Heat - 提供自動延展虛擬機功能

## 廠商支援

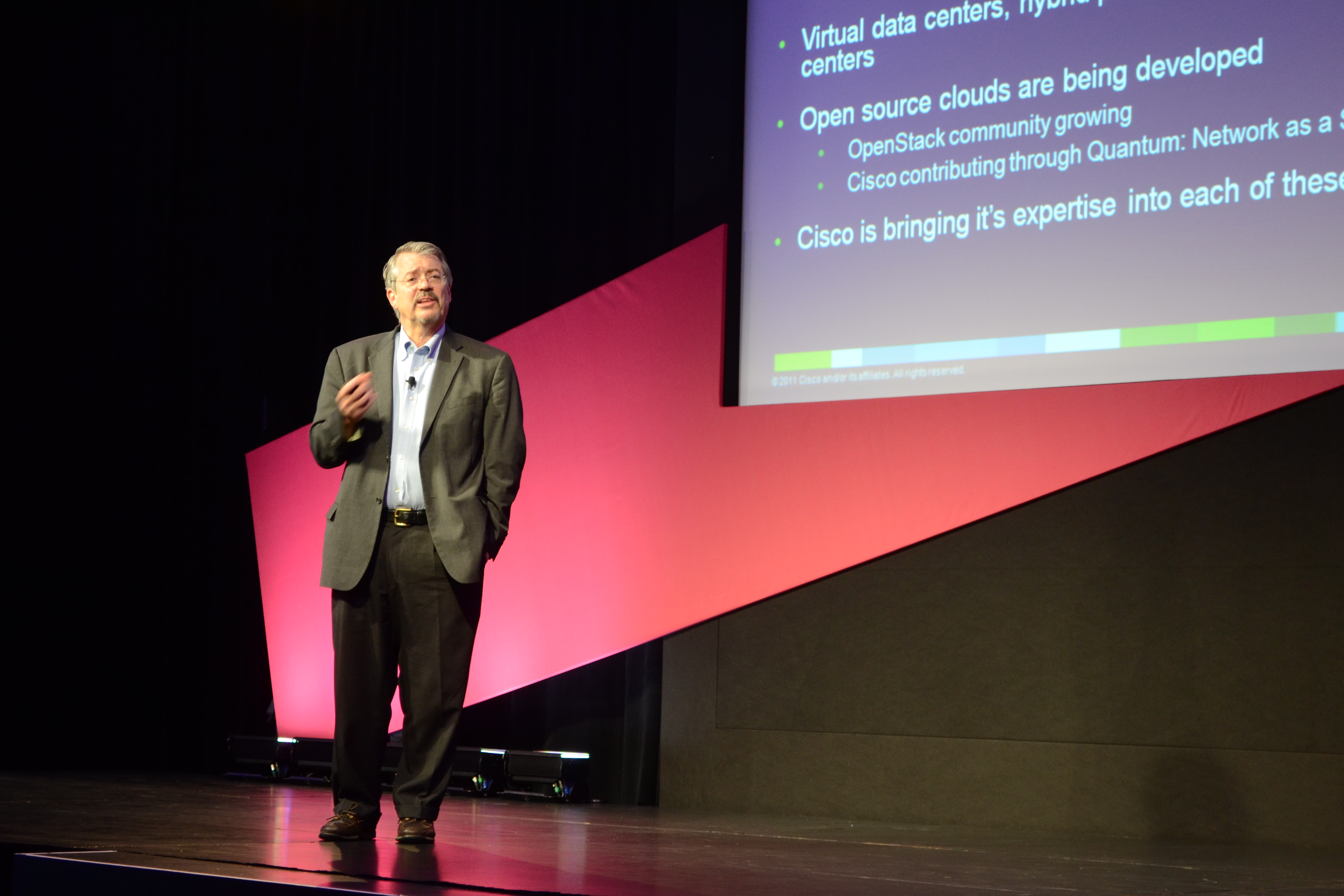
思科CTO談論OpenStack及NaaS

現時已表示支持OpenStack計畫的大型硬件廠商包括：研華科技、AMD、Intel、华为、惠普,和戴爾等。
微軟在2010年10月表示支持OpenStack與Windows Server 2008 R2的整合。
Ubuntu在版本11.04加入OpenStack。
2011年2月，思科系統正式加盟OpenStack計畫，重點研製OpenStack的網絡服務。 2011年4月，思科提議新的網路即服務（NaaS）。  

## 商業版本
戴爾在2011年7月推出OpenStack參考架構、PowerEdge C伺服器和Crowbar軟件（页面存档备份，存于）；戴爾的OpenStack解決方案能使用戶快速地建立私有雲。 

## 市場趨向
Rackspace以OpenStack為基礎的私有雲業務每年7億美元，增長率超過了20%。

## 用戶
OpenStack有各种各样的用户，来自许多不同的领域。著名的用户包括但不限于以下：
- AT&T – 2012年1月加入OpenStack[33]
- 英国广播公司
- 西班牙外换银行[34]
- Betacloud - 一个德国的公用雲
- 加拿大貝爾
- Betfair（英语：Betfair）
- Bhabha Atomic Research Centre（英语：Bhabha Atomic Research Centre） - 创建了一个满足内部员工要求的私人云
- BMW
- Box公司[35]
- 歐洲核子研究組織[36]
- 查爾摩斯工學院
- 康卡斯特[37][38]
- 德国电信创建了"Business Marketplace"，其功能基于OpenStack[39]和T-Systems（英语：T-Systems）运营的Open Telekom Cloud[40]
- DreamHost - 提供公共云计算服务[41]
- eBay
- ELASTX
- 愛立信 - 创建了CEE（云执行环境），其功能基于OpenStack[42]
- Fuga Cloud - 荷兰的一个用OpenStac构建的公用雲[43]
- GoDaddy
- 英国稅務海關總署[44]
- HP Cloud（英语：HP Cloud） - 将软件和云服务结合成一套统一的软件包并在一个统一的架构下[45]
- 华为 - 创建了华为FusionCloud，其功能基于OpenStack[46]
- 英特尔
- Internap（英语：Internap）
- 爱奇艺[47]
- KT（舊名：韓國電信） - 仅用于对象存储[48]
- 美卡多 – 有超过6,000个由OpenStack管理的虚拟机[49]
- 美国国家航空航天局
- 诺基亚网络
- 美国国家安全局[50]
- NTT Docomo
- OVH创建了一个基于OpenStack的公用雲产品，并且作为一个基础设施捐赠者支持OpenStack基金会[51][52][53]
- Panasonic Avionics Corporation（英语：Panasonic Avionics Corporation）
- PayPal[54]
- Rackspace[55]
- Reliance Jio[56]
- Snapdeal（英语：Snapdeal）
- 索尼 - PlayStation 4的线上游戏[57]
- Spil Games（英语：Spil Games）[58]
- SUSE云解决方案[59]到2019年10月为止[60]
- 西班牙電信建立了一个名为UNICA的通用电信云，[61]并且建立了International Hyperscalar Platform (Open Cloud)[62]
- 乌普萨拉大学[63]
- 大众汽车[64]
- 沃尔玛[65]
- 维基媒体云计算服务[66]
- 雅虎
- 采埃孚[67]

## 外部連結及相關影片
- （英文） OpenStack官方網站（页面存档备份，存于）
- （英文） DevStack官方網站（页面存档备份，存于） - 快速部署OpenStack的應用程式
- （英文） YouTube上的OpenStack: Building a Free Massively Scalable Cloud Computing Platform
- （中文） YouTube上的A virtual storage appliance based on GlusterFS and OpenStack－講者：翟本喬,吳志偉 （土豆網上的備份（页面存档备份，存于））